# 金色夜叉
《金色夜叉》（日语：／ Konjiki-yasha */?），是日本明治時代作家尾崎紅葉的小說代表作品。於1897年1月1日至1902年5月11日之間，在《讀賣新聞》連載。因為尾崎紅葉未連載完此作便因胃癌而過世，而成為一部未完成的小說。《金色夜叉》這部小說曾多次改編成電影、電視劇。這部小說使靜岡縣熱海市成為知名的觀光景點。

## 劇情概要
高中生間貫一因父母早逝，而寄住在鴫澤隆三家裡，與隆三的女兒阿宮日久生情並許下婚約。就在兩人快要成婚時，銀行家富二代富山唯繼在新年的歌留多紙牌大會上被阿宮的美貌吸引而託人上門提親，鴫澤隆三夫婦與阿宮被其財富所吸引，他們解除了阿宮與貫一的婚約，改而接受富山唯繼的提親。鴫澤隆三以出錢供貫一到歐洲留學為條件，希望他放手讓富山唯繼與阿宮成婚。貫一聞訊後前往熱海市責問阿宮，他對阿宮說「1月17日，阿宮，請妳好好記住，明年的此夜此月，我在什麼地方看這個月亮呢？後年的此夜此月…10年後的此月…終其一生，都不會忘記今夜今月。」，之後將阿宮踢開，為了復仇，貫一成了高利貸業者。

## 改編作品
- 《長恨夢》，朝鮮小說。

## 電影版
- 1912年『金色夜叉』 - 製作：横田商會
- 1912年『金色夜叉』 - 製作：吉澤商會
- 1918年『金色夜叉』 - 製作：日活向島撮影所／貫一：藤野秀夫、阿宮：衣笠貞之助、其他：：大村正雄、山本嘉一、橫山運平
- 1918年『續金色夜叉』 - 製作：日活向島撮影所／貫一：藤野秀夫、阿宮：衣笠貞之助
- 1921年『金色夜叉』 － 製作：日活向島撮影所／貫一：横山運平、阿宮：中山歌子
- 1921年『續金色夜叉』
- 1921年『金色夜叉』 - 製作：小松商會／貫一：伊藤芳夫、阿宮：三浦清
- 1922年『金色夜叉』 - 製作：松竹電影蒲田撮影所／貫一：諸口十九、阿宮：川田芳子、其他：勝見庸太郎、岩田祐吉、栗島すみ子
- 1922年『傑作集枠 金色夜叉（明治文壇海岸的悲劇）』 - 製作：松竹キネマ蒲田撮影所／貫一：岩田祐吉、阿宮：栗島すみ子
- 1923年『金色夜叉 宮之卷』 - 製作：マキノ映画製作所等持院撮影所／貫一：宮島健一、阿宮：田中嘉子
- 1923年『金色夜叉 貫一之巻』 - 製作：マキノ映画製作所等持院撮影所／寛一：宮島健一、阿宮：田中嘉子
- 1924年『金色夜叉』 - 製作：日活京都撮影所第二部／寛一：鈴木傳明、お宮：浦邊粂子
- 1924年『金色夜叉』 - 製作：帝國キネマ／貫一：松本泰輔、阿宮：歌川八重子
- 1925年『繪卷金色夜叉』 - 製作：アシヤ電影／寛一：松本泰輔、阿宮：歌川八重子
- 1930年『剣戟から生れた金色夜叉』 - 製作：市川百百之助プロダクション／寛一：市川百百之助、阿宮：久野あかね
- 1930年『續金色夜叉 前後篇』 - 寛一：廣瀬恆美、阿宮：不明
- 1932年『金色夜叉』 - 製作：松竹キネマ蒲田撮影所／貫一：林長二郎、阿宮：田中絹代、其他：八雲惠美子、岩田祐吉、川田芳子、江川宇禮雄
- 1932年『金色夜叉』 - 製作：不二映画社／寛一：高田稔、阿宮：佐久間妙子、其他：鈴木傳明、英百合子
- 1933年『金色夜叉』 - 製作：日活太秦撮影所／寛一：鈴木傳明、阿宮：山田五十鈴
- 1933年『間貫一』 - 製作：新興キネマ／寛一：中野英治、阿宮：中野かほる、其他：岡田時彦、菅井一郎
- 1934年『金色夜叉』 - 寛一：片桐敏郎、阿宮：西条麗子
- 1937年『金色夜叉』 - 製作：松竹大船撮影所／寛一：夏川大二郎、阿宮：川崎弘子、其他：佐野周二、大塚君代、佐分利信、三宅邦子、高峰三枝子、笠智衆
- 1948年『金色夜叉 前後篇』 - 製作：東橫映画／寛一：上原謙、阿宮：轟夕起子、其他：古川ロッパ、大日方傳、木暮實千代
- 1954年『金色夜叉』 - 製作：大映東京撮影所／寛一：根上淳、阿宮：山本富士子、其他：信欣三、細川ちか子、水戶光子、船越英二、菅原謙二

## 電視劇版
- 1955年『金色夜叉』 - 放送：日本電視台系列／貫一：伊志井篤、阿宮：水谷八重子
- 1962年『近鐵金曜劇場 金色夜叉』 - 放送：TBS系列／貫一：和田孝、阿宮：朝丘雪路、其他：中村伸郎、澤村貞子、原保美、丹波哲郎、小山明子
- 1963年『コメディフランキーズ 笑說金色夜叉』 - 放送：TBS系列／貫一：菅原謙二、阿宮：朝丘雪路
- 1965年『金色夜叉』 - 放送：NHK／寛一：川崎敬三、阿宮：冨士真奈美
- 1966年『金色夜叉』 - 放送：富士電視台系列／貫一：勝呂譽、阿宮：高須賀夫至子、其他：金子信雄、久保菜穗子
- 1973年『星期一電視劇 金色夜叉』 - 放送：NHK／貫一：山本亘、阿宮：佐久間良子、其他：藤木悠、加賀まりこ、加藤嘉、東野孝彥
- 1982年『星期六劇場 金色夜叉』 - 放送：東京電視台系列
- 1990年『新金色夜叉 百年之戀』 - 放送：富士電視台系列／貫一：石橋保、阿宮：橫山惠、其他：田邊靖雄、内藤剛志、小島三兒、佐佐木澄江　腳本:早坂曉

## 台灣翻拍版本
《金色夜叉》曾兩度在台灣翻拍成電影及電視劇，分別如下：
- 1963年台語電影《金色夜叉》，林福地導演，陽明與金玫分飾男女主角，其他演員包括：陳揚、易原、王哥、林峰、小林、矮仔財、白雪、江海、文珠、周遊、武拉運、老吉、櫻男、麗梅。
- 1997年中視八點檔連續劇《金色夜叉》，鄭朝城製作，林福地導演。於1997年4月28日至6月9日播出，全30集。故事背景由日本改為民國四十至五十年代的台灣。林瑞陽飾演哲志（貫一），張庭飾演麗子（阿宮），楊烈飾演詹金榮（富山唯繼），其他演員有何如芸、柯素雲、林美照、江霞等。